# Богдан (Пловдивская область)
Богдан (болг. Богдан) — село в Болгарии. Находится в Пловдивской области, входит в общину Карлово. Население составляет 995 человек.

## Политическая ситуация
В местном кметстве Богдан, в состав которого входит Богдан, должность кмета (старосты) исполняет Димитр Дечев Дечев (Гражданский союз за новую Болгарию (ГСНБ)) по результатам выборов.
Кмет (мэр) общины Карлово — Найден Христов Найденов (коалиция партий:Болгарская социалистическая партия (БСП), Земледельческий союз Александра Стамболийского (ЗСАС), Болгарская социал-демократия, Движение за социальный гуманизм (ДСХ), политический клуб «Экогласность», политический клуб «Фракия») по результатам выборов.